# Hermann Kropatscheck

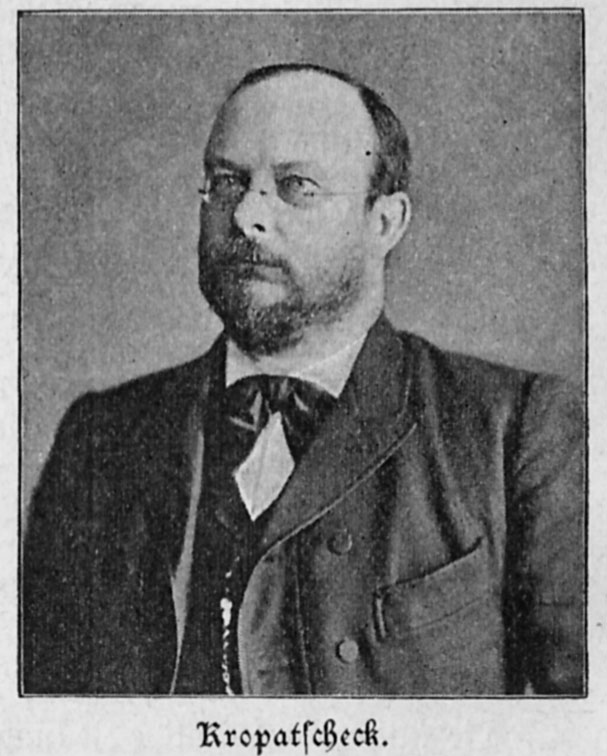
Hermann Kropatscheck

Hermann Wilhelm Kropatscheck (* 11. Februar 1847 in Nahausen bei Königsberg in der Neumark; † 29. Juni 1906 in Berlin) war ein deutscher konservativer Publizist und Politiker.
Er studierte an der Universität Halle Geschichte und Philologie und promovierte 1869 zum Dr. phil. Im Jahr 1870 wurde er Hilfslehrer in Halle, ehe er am Deutsch-Französischen Krieg teilnahm. Im Jahr 1873 wurde Kropatscheck Lehrer am Gymnasium in Wismar und 1878 Oberlehrer in Brandenburg an der Havel.
Im Jahr 1883 trat er aus dem Schuldienst aus und wurde Redakteur der konservativen Kreuzzeitung. Chefredakteur war Kropatscheck von 1895 bis 1906.
Bereits 1879 wurde er als Mitglied der Deutschkonservativen Partei in das Preußische Abgeordnetenhaus, dem er als Abgeordneter des Wahlkreises Potsdam 7 (Westhavelland – Zauch-Belzig) bis zu seinem Tode angehörte. Im Abgeordnetenhaus kümmerte er sich vor allem um die Schul- und Bildungspolitik. Von 1884 bis 1903 war er als Abgeordneter des Wahlkreises Regierungsbezirk Potsdam 9 (Jüterbog – Luckenwalde) Mitglied des Reichstags. Im Reichstag spielte er eine wichtige Rolle in seiner Fraktion in der Sozial- und Handwerkerpolitik.
Kropatschek war 1890 zusammen mit dem Hofprediger und antisemitischen Politiker Adolf Stöcker, dem Nationalökonom Adolph Wagner sowie dem Pfarrer Ludwig Weber an der Gründung des Evangelisch-Sozialen Kongresses beteiligt. Dieser sollte dem Erfolg der Sozialdemokratie aber auch der zunehmenden Säkularisierung breiter Bevölkerungsschichten entgegenwirken.
Er war 1890 Mitglied der Dezemberkonferenz zu Bildungsreform. Zwischen 1891 und 1892 war er Mitglied der Siebener-Kommission zur Reform des höheren Bildungswesens. Auch an der Konferenz von 1900 war er beteiligt. Kropatscheck war Mitglied der ständigen Kommission für das technische Unterrichtswesen in Preußen.
Als Autor war er beteiligt an dem Schulatlas für die Oberklassen höherer Lehranstalten.